# 우장산숲속도서관
우장산숲속도서관은 서울특별시 강서구의 도서관이다.

## 연혁
- 2009년 4월 16일 개관.